# Chrysodeixis dalei
Chrysodeixis dalei är en fjärilsart som beskrevs av Thomas Vernon Wollaston 1879. Chrysodeixis dalei ingår i släktet Chrysodeixis och familjen nattflyn. Inga underarter finns listade i Catalogue of Life.